# Cynthia Beatt
Cynthia Beatt (* 12. November 1949) ist eine britische Filmemacherin. Sie lebt und arbeitet in Berlin.

## Leben
Beatt wurde 1949 in Kingston, Jamaika geboren. Ihre Mutter war eine US-amerikanische Malerin, ihr Vater irischstämmiger Polizist in der britischen Kolonialpolizei. Im Alter von zehn Jahren zog Beatt mit ihrer Familie auf die Fidschi-Inseln. Sie studierte Kunst an der Bath Academy of Art in Großbritannien und arbeitete anschließend in einem Experimentalfilm- und Videoverleih in London. Seit 1975 lebt sie in Berlin. Dort war sie in den 1970ern und 1980ern bei den Freunden der Deutschen Kinemathek und im Kino Arsenal sowie beim Internationalen Forum des jungen Films tätig und arbeitete als Übersetzerin von Drehbüchern und Untertitelungen. Darüber hinaus wirkte Beatt in verschiedenen Performance-, Film- und Videoproduktionen, unter anderem von Joan Jonas, Ulrike Ottinger, Yvonne Rainer, Rudolf Thome und Harun Farocki.
1979 erschien ihr Debütfilm Beschreibung einer Insel, den Beatt gemeinsam mit Rudolf Thome auf Ureparapara drehte. 1979 gehörte Beatt zu den Erstunterzeichnerinnen des Manifests der Filmarbeiterinnen, in dem der Verband der Filmarbeiterinnen e.V. eine paritätische Verteilung von Mitteln, Arbeits- und Ausbildungsplätzen und Gremiensitze der Filmförderung forderte.
Ihr Kurzfilm Böse zu sein ist auch ein Beweis von Gefühl (1983) gewann breites Aufsehen. Die Künstlerin Barbara Kruger beschrieb den Film in einer Kritik in der Zeitschrift Artforum als „a sort of cranky, witty, intellectually astute rendition of a Frommer's Guide replete with architectural treats and warnings about the unwieldy temperaments of the natives.“ 1984 wurde der Kurzfilm mit dem Jury-Preis der Zeitschrift Frauen und Film ausgezeichnet, „weil er auf gewagte und überraschende Weise verschiedene Genres und Tonlagen verbindet, persönliche Erfahrung objektiviert und mit genauem Blick auf die Architektur Berlins metaphorisch, emotional und kulturpolitisch zugleich argumentiert.“ Eine Sichtung von Böse zu sein ist auch ein Beweis von Gefühl im Arsenal – Institut für Film und Videokunst e. V. im Jahr 2004 war Anlass für die Konzipierung der Filmreihe „Wer sagt denn, dass Beton nicht brennt, hast Du's probiert? West-Berlin 80er Jahre” im Jahr 2006.
Zusammen mit Silvia Voser erstellte Beatt 1985 den Katalog „Berlin im Film 1965–1985“ für die Freunde der deutschen Kinemathek e.V., dem Vorläufer des Arsenals. Der Katalog entstand im Vorfeld der Internationalen Bauausstellung von 1987 und im Rahmen einer Filmveranstaltung im Kino Arsenal 1984. Der Katalog umfasst Filme und Videobänder zum Thema „Stadt-Straße-Wohnen“ sowie in Deutschland produzierte Filme, deren Handlung gänzlich oder teilweise in Berlin spielen.
1988 drehte Cynthia Beatt den Kurzfilm Cycling the Frame. Der Film begleitet eine Touristin, gespielt von Tilda Swinton, auf einer Radtour entlang der 160 Kilometer langen westdeutschen Seite der Berliner Mauer. Im Jahr 2009 drehte Beatt mit Swinton den Film The Invisble Frame und wiederholte die Radtour, diesmal auf beiden Seiten der wiedervereinten Stadt.
2014 erschien Ein Haus in Berlin und für diesen Film erhielt Beatt auf dem Edinburgh International Film Festival 2014 eine Nominierung für Best Female-Directed Narrative.
Beatt ist mit dem bildenden Künstler Raimund Kummer verheiratet. Das Paar hat zwei Kinder.

## Filmografie
- 1978/1979: Beschreibung einer Insel (zusammen mit Rudolf Thome)
- 1983: Böse zu sein ist auch ein Beweis von Gefühl
- 1988: Cycling the Frame
- 1991: The Party – Nature Morte
- 2009: The Invisible Frame
- 2013/2014: Ein Haus in Berlin